# 索格斯 (麻薩諸塞州)
索格斯（英語：Saugas）是一個位於美國麻薩諸塞州艾塞克斯縣的鎮。

## 人口
根據2020年美國人口普查的數據，索格斯的面積為30.60平方千米，當中陸地面積為28.00平方千米，而水域面積為2.60平方千米。當地共有人口28619人，而人口密度為每平方千米935人。